# Polyalthia laddiana
Polyalthia laddiana este o specie de plante din genul Polyalthia, familia Annonaceae, descrisă de Albert Charles Smith. Conform Catalogue of Life specia Polyalthia laddiana nu are subspecii cunoscute.